# Adrian Smith (musicus)

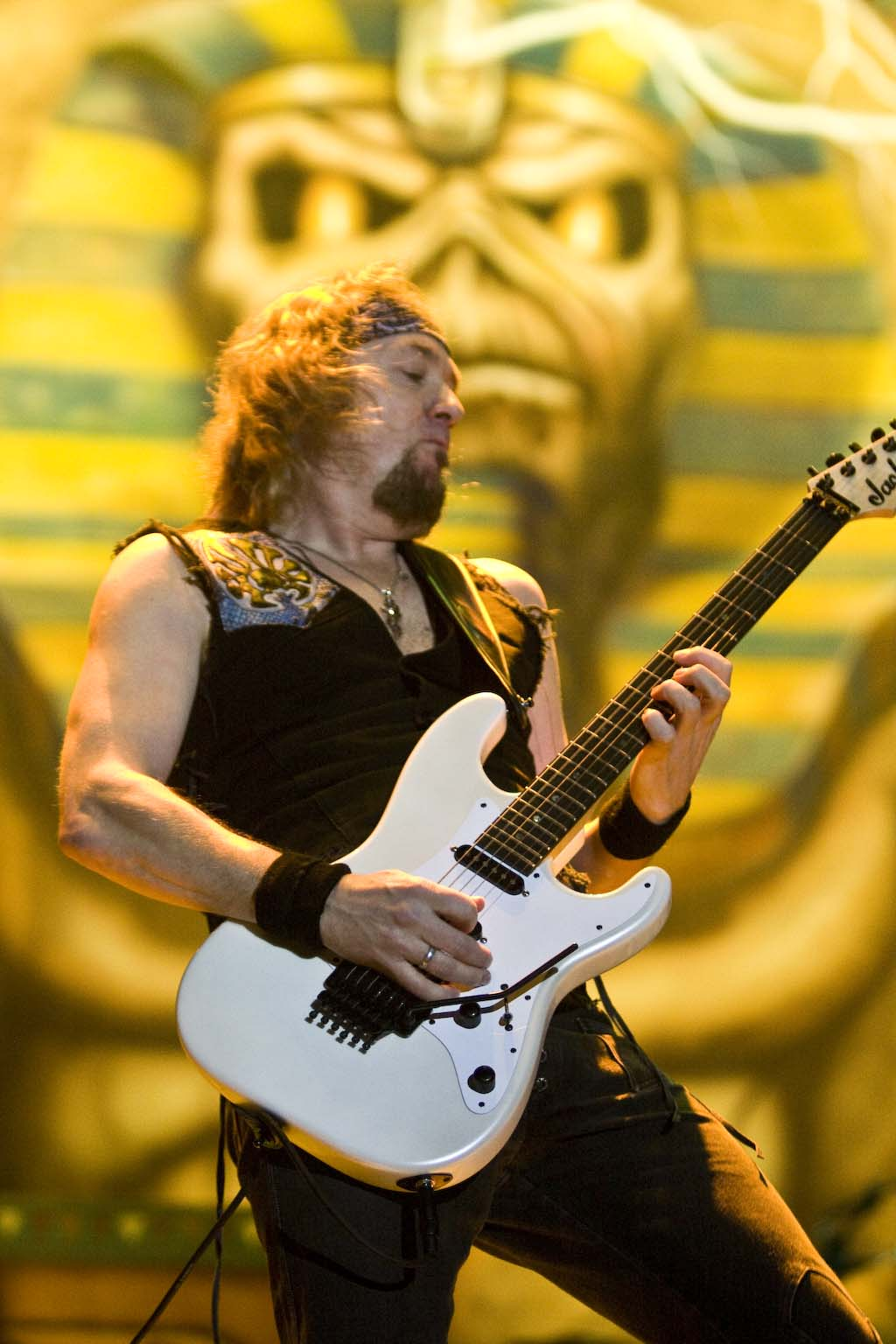
Adrian Smith

Adrian Frederick Smith (Hackney (Oost-Londen), 27 februari 1957) is een van de drie gitaristen van de Britse heavymetal-band Iron Maiden. 
Zijn eerste band was Urchin, die hij verliet. Hij werd eind 1980 lid van Iron Maiden om Dennis Stratton te vervangen. Killers uit (1981) is het eerste studioalbum waar hij op te horen is. Tijdens een pauze van Iron Maiden richtte hij in 1989 de band ASAP op. Begin 1990 verliet hij Iron Maiden uit onvrede met de richting die de band uitging. Hij stopte helemaal met muziek maken. In 1993 begon hij een eigen band, Psycho Motel. Ook hiermee had hij geen succes. Vervolgens werkte Smith mee op de soloalbums Accident Of Birth (1997) en Chemical Wedding (1998) van Bruce Dickinson (die inmiddels ook Iron Maiden had verlaten). Samen met Dickinson keerde Smith in 1999 terug bij Iron Maiden. De Ed Hunter-tournee volgde nog hetzelfde jaar.
Smiths stijl is net als die van medebandleden Gers en Murray uniek. Hij componeert zijn solo's in plaats van ze te improviseren. Ook houdt hij regelmatig rekening met de begeleiding die onder zijn solo's worden gespeeld en ze zijn vaak in de bluestoonladder.
Smith is samen met Harris en Dickinson de voornaamste schrijver van de band. Hij schrijft meestal met Dickinson of Harris. Zijn enige eigen composities tot op heden zijn Wasted Years, Stranger in a strange Land en Sea of Madness van het album Somewhere in Time.
Vanaf 2008 speelt Adrian op zijn eigen signature gitaar van het merk Jackson. In Athene tijdens de tournee Somewhere Back in Time werd een prototype hiervan gestolen.

## Albums buiten Iron Maiden
- Black Leather Fantasy (met Urchin) (1977)
- She's A roller (met Urchin) (1977)
- Silver and Gold (soloalbum onder de bandnaam "A.S.A.P") (1989/1990)
- State Of Mind (Met Psycho Motel) (1996)
- Welcome To The World (Met Psycho Motel) (1997)
- Accident of Birth (Met Bruce Dickinson) (1997)
- Chemical Wedding (Met Bruce Dickinson) (1998)
- Scream For Me Brazil (Met Bruce Dickinson)(1999)
- Awoken Broken (met Primal Rock Rebellion) (2012)
- Smith/Kotzen (met Richie Kotzen) (2021)
- Black Light / White Noise (met Richie Kotzen) (2025)

- Biblioteca Nacional de España: XX1073129
- Bibliothèque nationale de France: cb14228161w (data)
- International Standard Name Identifier: 0000 0000 7823 0317
- Library of Congress Control Number: no2021006666
- MusicBrainz: 400cc081-5ebd-4571-afa9-7c993fb56ac4
- Nationale Bibliotheek van Tsjechië: xx0030957
- Virtual International Authority File: 66677617